# Nguyễn Trọng Xuyên
Nguyễn Trọng Xuyên (1926–2012) là một tướng lĩnh cấp cao, quân hàm Thượng tướng Quân đội nhân dân Việt Nam. Nguyên Thứ trưởng Thường trực Bộ Quốc phòng, Chủ nhiệm Tổng cục Hậu cần, Tư lệnh Quân khu 6 thuộc Bộ Tư lệnh Miền (B2). Ông từng là Ủy viên Ban Chấp hành Trung ương Đảng Cộng sản Việt Nam khoá VI, VII. Ủy viên Thường vụ Đảng ủy Quân sự Trung ương; Đại biểu Quốc hội khoá VIII, IX,

## Thân thế
Ông sinh ngày 10 tháng 10 năm 1926 tại xã Chính Nghĩa, huyện Kim Động, tỉnh Hưng Yên. Đại tướng Nguyễn Quyết là vai cậu của ông.
Cha mất sớm khi ông mới được 3 tháng tuổi, nhà nghèo nhưng mẹ ông vẫn tảo tần nuôi ông ăn học. Năm ông 13 tuổi, vì không thể tiếp tục cho con ăn học được nữa, mẹ ông đem cầm cố mảnh ruộng duy nhất của gia đình lấy tiền cho ông sang Phnôm Pênh nương nhờ người chú để tiếp tục học hành. Hai năm sau, mẹ ông mất vì bệnh tật trong nghèo khó. Mãi đến đầu năm 1944, khi bà nội mất, ông mới theo chú về quê chịu tang, sau đó trở lại Phnôm Pênh, theo học nghề tại một xưởng may.

## Con đường binh nghiệp
Tại xưởng may, ông có dịp tiếp xúc với một số đảng viên Cộng sản và bắt đầu chịu ảnh hưởng của họ về tư tưởng cách mạng và độc lập dân tộc. Cuối năm 1944, ông cùng với một số bạn bè Việt kiều yêu nước về Sài Gòn tham gia lực lượng bán quân sự chống Pháp do người Nhật lập ra. Tuy nhiên, sau khi thấy người Nhật không giữ lời hứa trao trả độc lập, ông cùng một số bạn bè ly khai để gia nhập phong trào Việt Minh, sau đó tham gia giành chính quyền trong Cách mạng tháng 8 tại Sài Gòn.
Sau khi quân Pháp nổ súng tái chiếm Nam Bộ, ông tham gia chiến đấu trên cương vị Trung đội phó thuộc Bộ đội Nguyễn Văn Vĩnh. Từ tháng 6 năm 1946 đến tháng 2 năm 1948, ông lần lượt giữ các chức vụ Trung đội phó, Trung đội trưởng, Đại đội phó, Đại đội trưởng thuộc Tiểu đoàn 1, Sư đoàn 27, Khu 5. Tháng 9 năm 1946, ông được kết nạp vào Đảng Cộng sản Đông Dương.
Từ tháng 3 năm 1948 đến tháng 12 năm 1949, ông lần lượt là Đại đội trưởng chủ lực Khu 6, Tổ trưởng Tổ tác chiến thuộc Trung đoàn 80 tỉnh Khánh Hòa; Đại đội trưởng thuộc Tiểu đoàn 121, Liên Trung đoàn 80–83.
Từ tháng 1 năm 1950 đến tháng 12 năm 1954, ông lần lượt giữ các chức vụ Tiểu đoàn phó Thị đội Nha Trang, Đại đội Độc lập 252; Tiểu đoàn phó phụ trách Liên Đại đội Nam Khánh, kiêm Huyện đội phó Nam Khánh, tỉnh Khánh Hòa; Tiểu đoàn trưởng Tiểu đoàn 88; Tham mưu trưởng Trung đoàn 96, Sư đoàn 305.
Từ tháng 1 năm 1955 đến tháng 3 năm 1960, ông lần lượt là Trung đoàn phó – Tham mưu trưởng; Trung đoàn trưởng Trung đoàn 108, Sư đoàn 305; Tham mưu phó Sư đoàn 305; Học viên Trường Trung cao Quân sự.
Từ tháng 4 năm 1960 đến tháng 5 năm 1966, ông vào Nam chiến đấu, là Tham mưu trưởng Lữ đoàn 303; tháng 8 năm 1961, được bổ nhiệm Tham mưu trưởng Khu 6.
Từ tháng 6 năm 1966 đến tháng 1 năm 1969, ông là Phó Tư lệnh Quân khu 10, Phó ban Quân sự T10 Nam bộ; từ tháng 2 năm 1969 đến tháng 12 năm 1972 là Phó Tư lệnh, Tư lệnh Quân khu 6, Thường vụ Đảng ủy Quân khu.
Từ tháng 1 năm 1973 đến tháng 1 năm 1977, ông là Trưởng đoàn quân sự Chính phủ cách mạng lâm thời Cộng hòa miền Nam Việt Nam, trong Ban liên hợp quân sự bốn bên khu vực Phan Thiết; Thường vụ Tỉnh ủy, Chỉ huy trưởng Bộ Chỉ huy Quân sự tỉnh Thuận Hải.
Từ tháng 2 năm 1977 đến tháng 2 năm 1979, ông học tại Học viện Quân sự cao cấp; sau đó giữ chức Phó Tư lệnh Quân khu 3, Thường vụ Đảng ủy Quân khu (đến tháng 12 năm 1984); được phong hàm Thiếu tướng (tháng 1 năm 1983).
Từ tháng 1 năm 1985 đến tháng 3 năm 1986, ông làm Trưởng đoàn kiêm Phó Bí thư, Đoàn chuyên gia quân sự Việt Nam tại Cuba.
Từ tháng 4 năm 1986 đến 1988, ông tiếp tục giữ chức Tư lệnh Quân khu 3, Bí thư Đảng ủy Quân khu.
Từ tháng 1 năm 1989, ông giữ chức Thứ trưởng Bộ Quốc phòng kiêm Chủ nhiệm Tổng cục Hậu cần.
- Ủy viên Thường vụ Đảng ủy Quân sự Trung ương, Thứ trưởng Thường trực Bộ Quốc phòng.
- Ông là Ủy viên Ban Chấp hành Trung ương Đảng các khóa VI, VII.
- Ông là đại biểu Quốc hội khóa VIII, IX.
- Tháng 1 năm 1999, ông được nghỉ công tác.
- Ông qua đời ngày 21 tháng 6 năm 2012 tại Bệnh viện trung ương Quân đội 108, an táng tại Nghĩa trang Mai Dịch, Hà Nội

## Lịch sử thụ phong quân hàm
| Quân hàm | Tập tin:Vietnam People's Army Major General.jpg | Tập tin:Vietnam People's Army Lieutenant General.jpg | Tập tin:Vietnam People's Army Colonel General.jpg |  |  |  |  |  |  |  |
| Cấp bậc  | Thiếu tướng                                     | Trung tướng                                          | Thượng tướng                                      |  |  |  |  |  |  |  |
|          |                                                 |                                                      |                                                   |  |  |  |  |  |  |  |

## Vinh danh
Ông được tặng thưởng:
- Huân chương Độc lập hạng Nhất
- Huân chương Quân công hạng Nhất
- Huân chương Chiến công hạng Nhất, Nhì
- Huân chương Chiến thắng hạng Nhất
- 2 Huân chương Kháng chiến hạng Nhất
- Huy hiệu 65 năm tuổi Đảng và nhiều huân, huy chương cao quý khác.